# Palazzo Compagni
Palazzo Compagni è un edificio storico di Firenze, situato in via Maurizio Bufalini 7.

## Storia
Anticamente qui avevano le loro case i Cresci, famiglia originaria di Montereggi che arrivò a Firenze alla fine del Duecento e si fece costruire una torre nell'odierna via Bufalini, all'epoca via di Santo Gilio. Si arricchirono con la produzione della lana ed ebbero numerose cariche politiche. Nella prima metà del Trecento all'angusta casa-torre essi avevano già sostituito un sontuoso palazzo. Nel 1529 un loro componente venne accusato di truffa e tradimento contro la Repubblica ed iniziò una fase di decadenza. Il palazzo passò ai Libri, poi agli Alessandrini, ai Marzi Medici e infine, verso la metà del Settecento, al senatore Braccio Compagni, discendente del famoso cronista Dino Compagni.
Il palazzo fu allora ristrutturato da Zanobi del Rosso (1724-1798) nel XVIII secolo ed ebbe lo stato attuale. 
In seguito passò al ricco inglese Sir Francis Joseph Sloane, il proprietario della villa di Careggi e il finanziatore della nuova facciata di Santa Croce. In seguito passò ai Bouterline, alla Banca Immobiliare, alla Banca Commerciale Italiana e alla famiglia Pinucci. Nel 1929 venne acquistato dalla Cassa Nazionale che incaricò l'ingegnere Vittorio Tognetti di lavori di risistemazione degli ambienti. Subì dei danni durante la seconda guerra mondiale e fu restaurato a più riprese fino al 1970.
Dal 1929 al 2019 è stato sede dell'Inail a Firenze. La proprietà è poi passata a privati.

## Descrizione

### Esterno
Al pian terreno presenta quattro finestre inginocchiate, con al centro un portale sormontato da un balcone. Ai piani superiori le finestre sono con timpano semicircolare, mentre all'ultimo piano presentano delle cornici barocche. Gli elementi decorativi, nel tipico stile fiorentino, sono in pietra serena e risaltano sullo sfondo bianco a intonaco. Lo stemma dei Compagni campeggia al centro della facciata. Sull'angolo destro si trova ancora un piccolo stemma dei Cresci.

### Interno

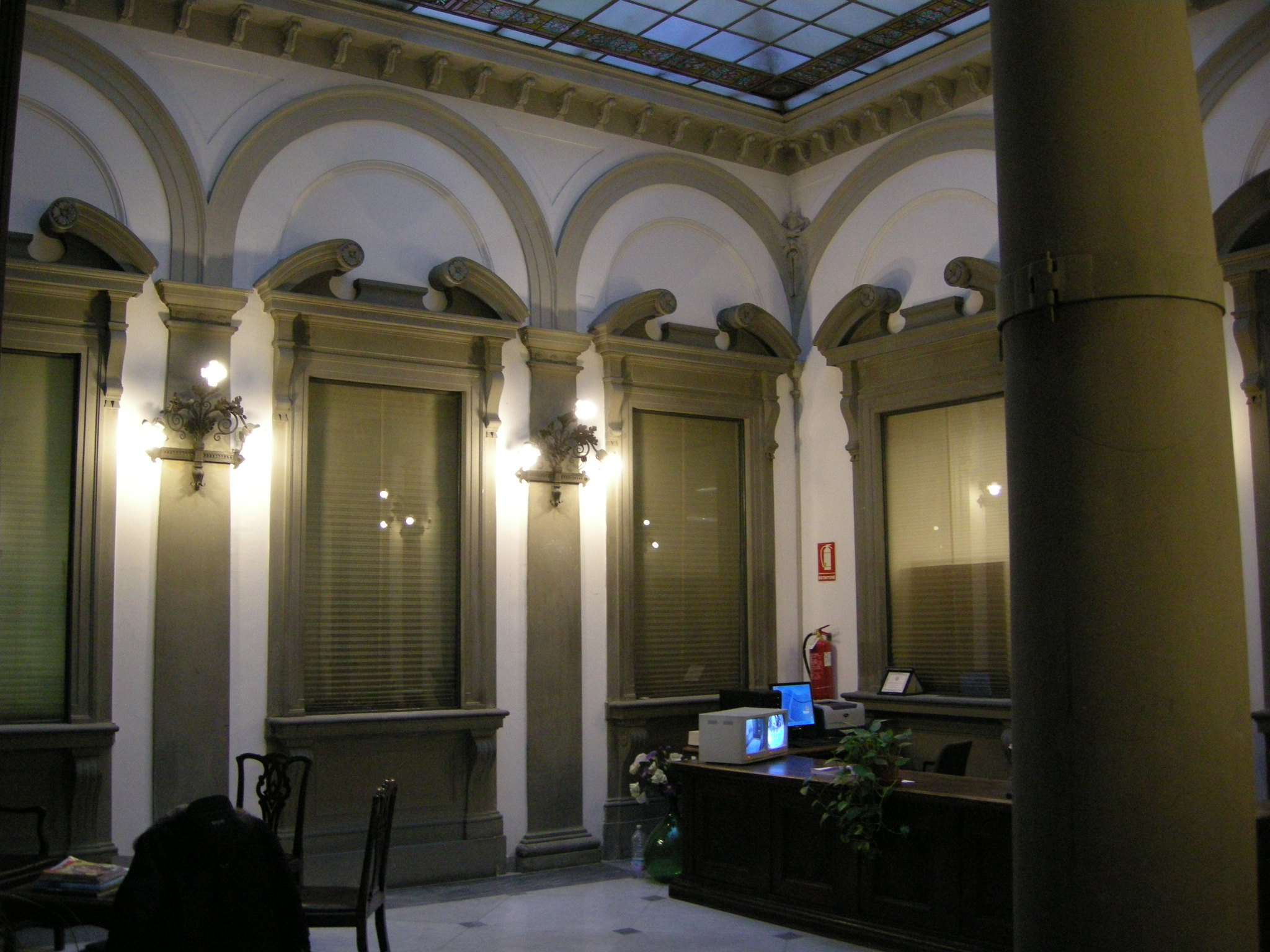
L'atrio coperto

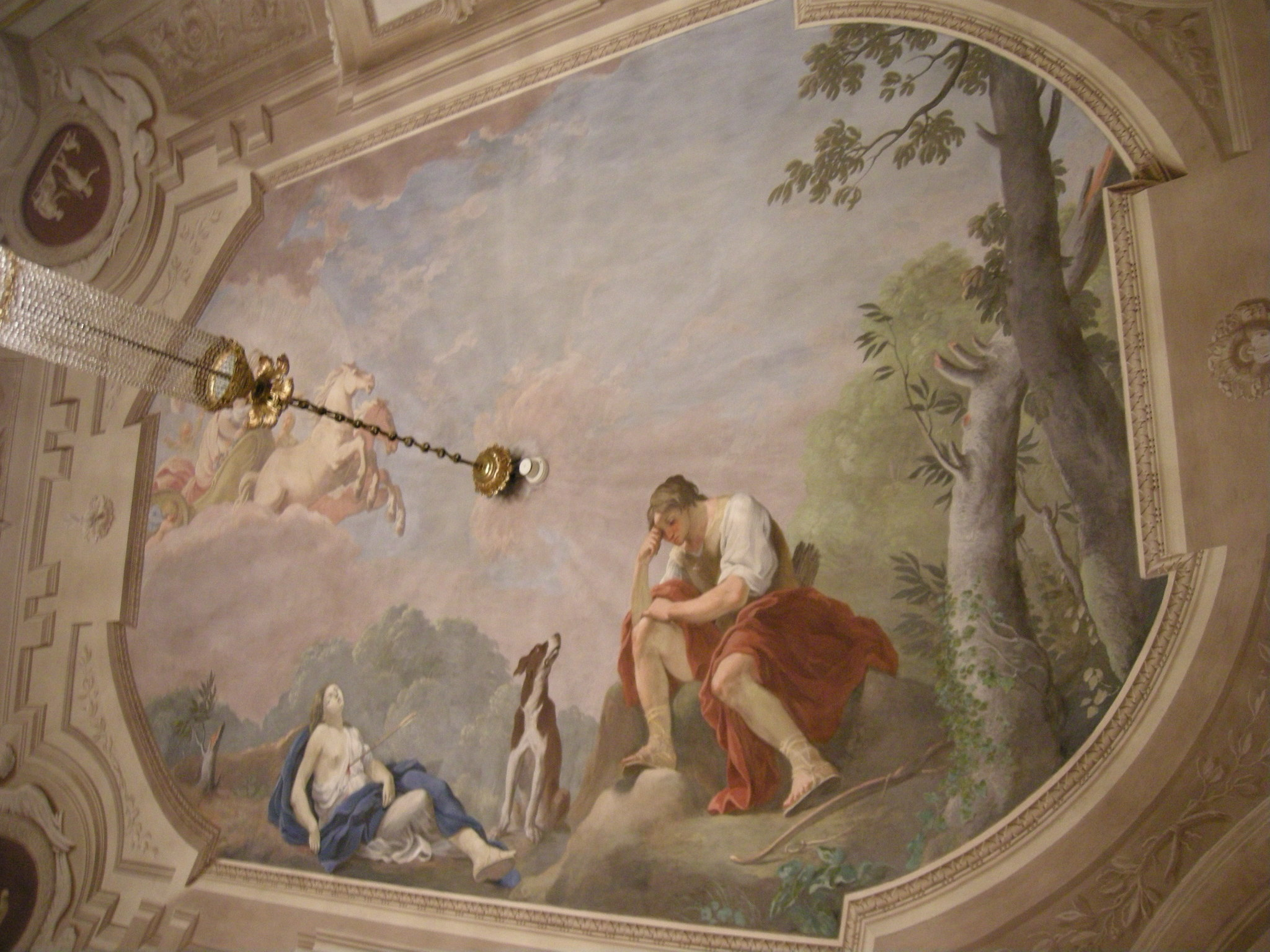
Affreschi della sala di Cefalo

Il palazzo, sebbene abbia cambiato molti proprietari, è rimasto uno dei pochi palazzi fiorentini a conservare quasi integro l'arredo (soprattutto di stile Impero) e le decorazioni, soprattutto affreschi, stucchi e camini scolpiti.
Dal portone principale si accede alla cortile centrale di Zanobi del Rosso, con loggiato su due lati, sul quale si affacciano alcune finestre inginocchiate in stile barocco fiorentino; un tempo era aperto, mentre oggi ha una copertura con vetri colorati risalente al 1910, su progetto di Ulisse De Matteis che permise di ricavare in questo spazio una portineria. Interessanti sono i mascheroni nascosti agli angoli del cornicione.
Al pian terreno restano due sale con stucchi bianchi, tipiche dello stile imposto dalla venuta a Firenze dei Fratelli Albertolli (di colore solo bianco invece del seicentesco bianco e oro), databili alla seconda metà del Settecento.
Al primo piano si incontra il salone principali, con ricchi stucchi bianchi, mobilio dorato e un grande lampadario di vetro di Murano. Vi si trovano due dipinti di carattere storico commissionati da Sloane: Dino Compagni all'interno del Battistero che cerca di porre pace tra Guelfi e ghibellini di Antonio Puccinelli (che celebra la casata dei Compagni) e La posa della prima pietra della facciata di Santa Croce alla presenza di Pio IX e di Vittorio Emanuele II, attribuito alla scuola di Giuseppe Bezzuoli, che celebra l'impresa dello Sloane che finanziò gran parte della nuova facciata della basilica fiorentina. La sala presenta complessi stucchi settecenteschi commissionati dai Compagni e agli angoli si vedono quattro stemmi matrimoniali che volevano ricordare i legami dei compagni con altre importanti casate fiorentine (come i Riccardi o i Tolomei Gucci) tramite nobili spose entrate a far parte della loro famiglia. 
La Sala Verde oggi ospita la sede del Direttore Regionale ed è caratterizzata da episodi dell'Orlando Furioso dipinti sul soffitto da Giuseppe Antonio Fabbrini. La firma nascosta al di sopra della finestra riporta la data 1787. Qui si trovano anche due camini-specchiera decorati da stucchi e rilievi sul marmo di straordinaria finezza nella fattura. 
La Sala Rossa presenta altri affreschi del Fabbrini, coadiuvato da Tommaso Gherardini: sul soffitto una grande scena mostra Cefalo che piange la morte di Proci e Eos raggiante innamorata del giovane pastore. Il camino qui, con applicazioni in bronzo dorato stile impero, è decorato da una serie di piastrelle della manifattura Ginori con delicate farfalle, una diversa dall'altra.
Le altre sale hanno soffitti a cassettoni con rosette intagliate e mobilio antico.

## Altre immagini

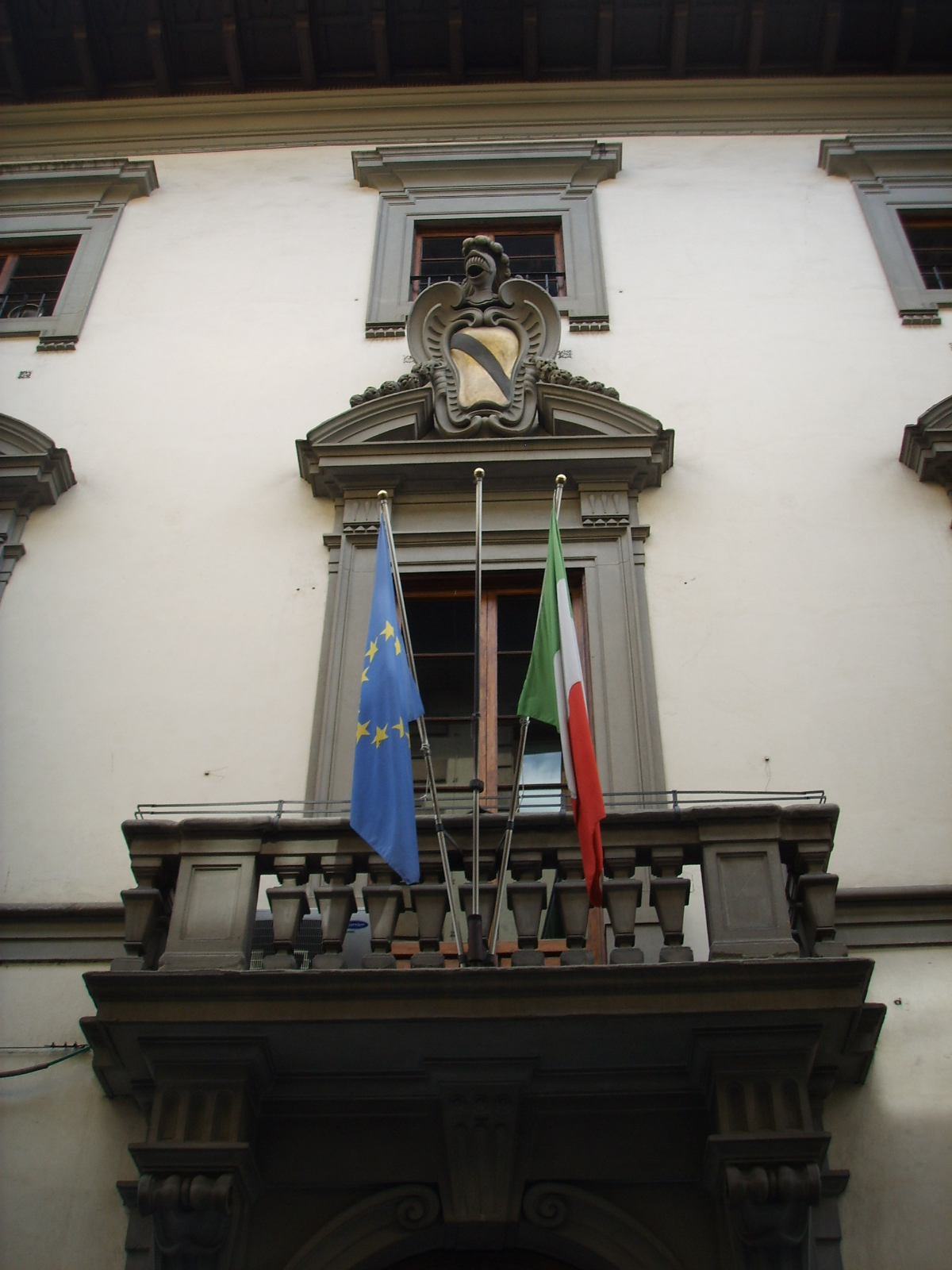
La terrazza con lo stemma
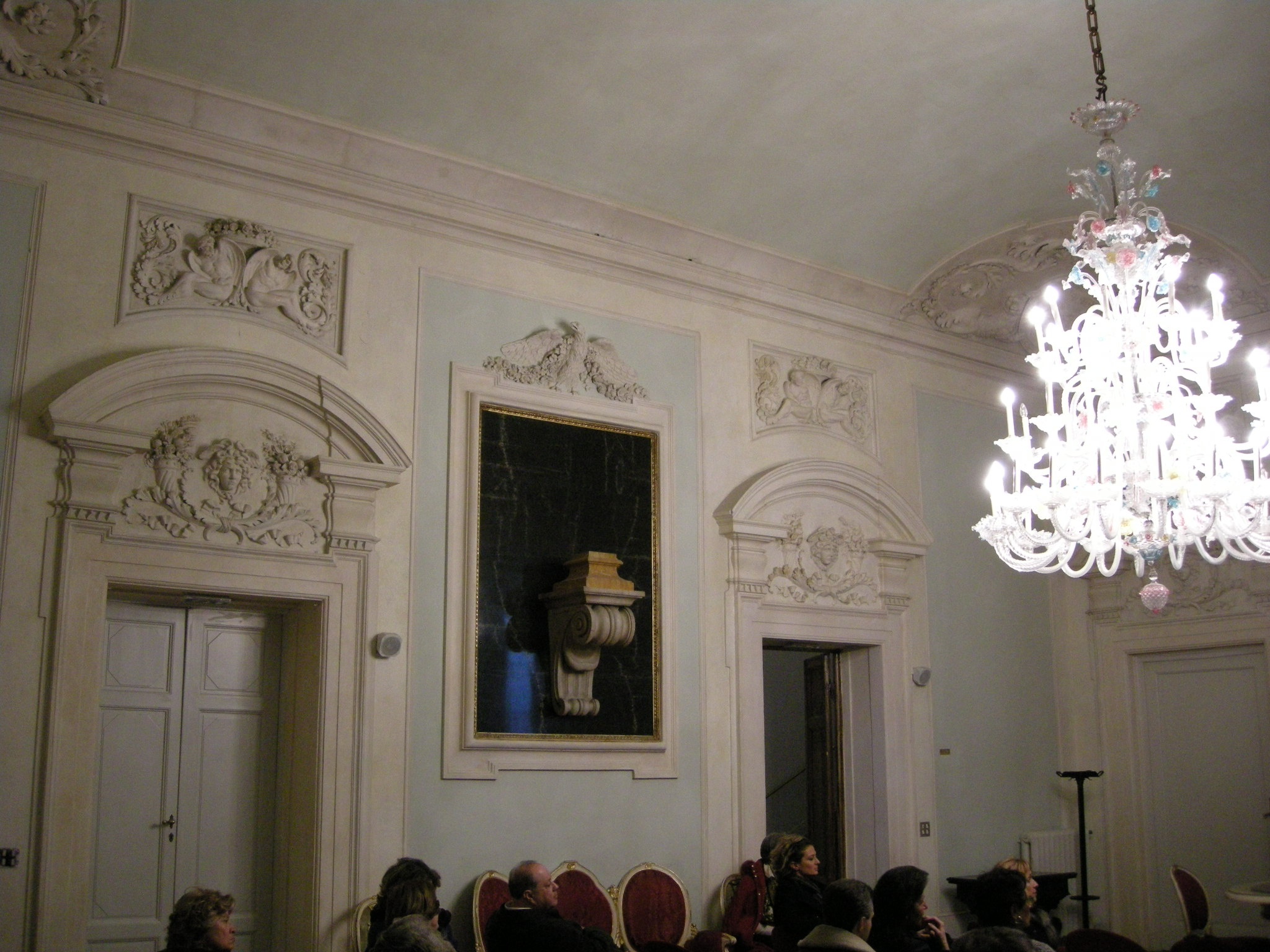
Il Salone
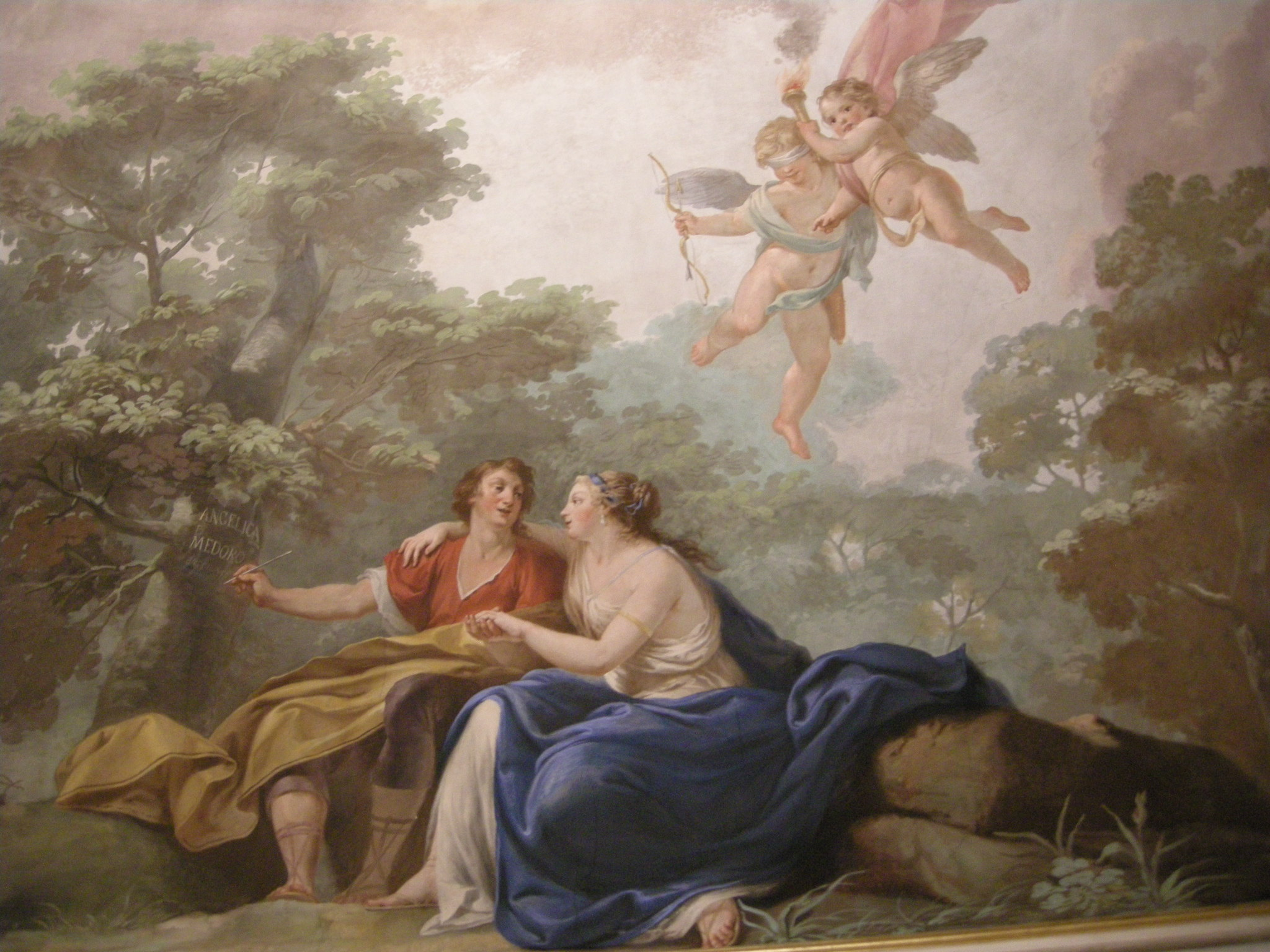
Sena dell'Orlando Furioso
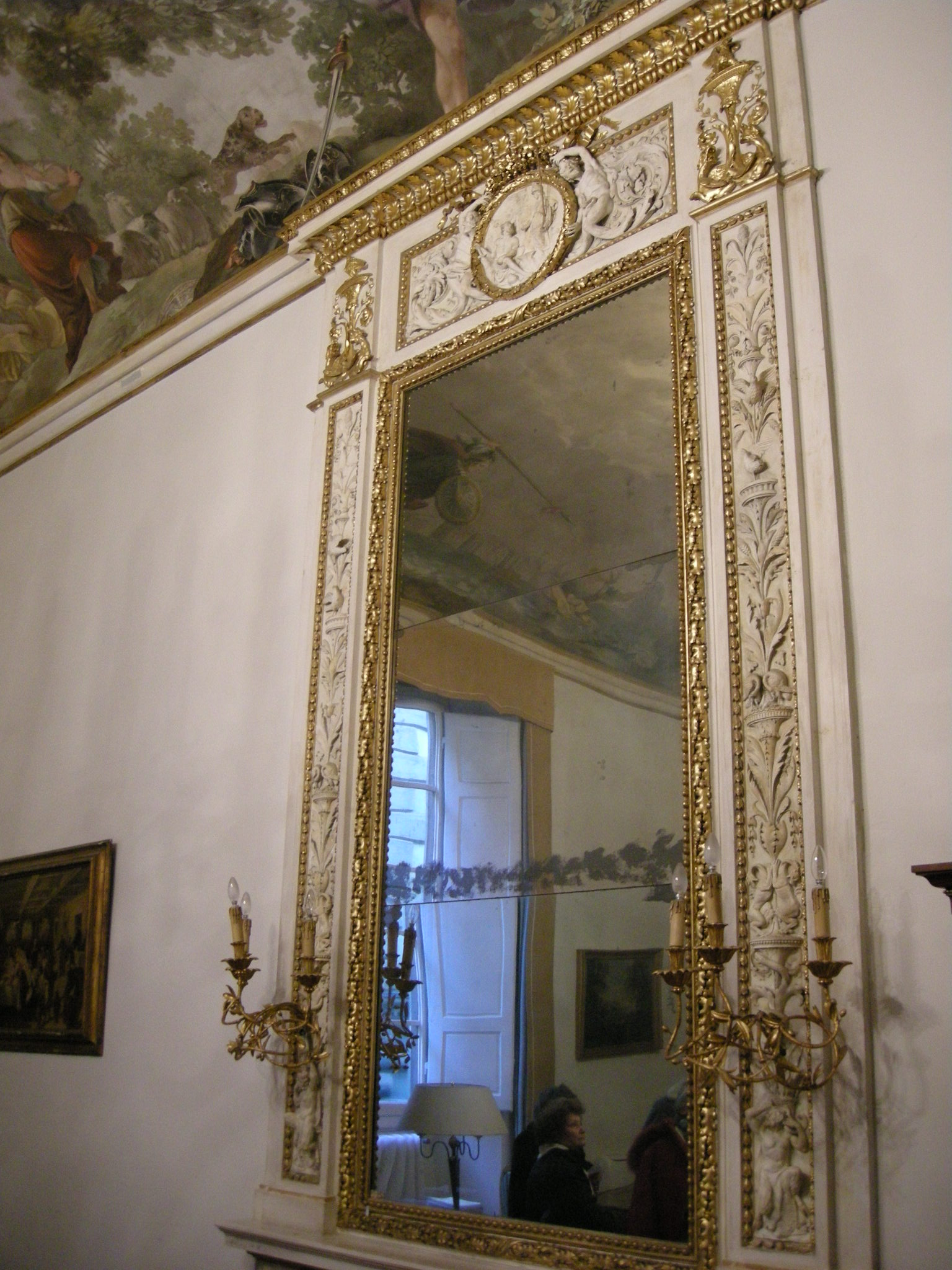
Camino-specchiera con stucchi